# Murui huitoto
El murui, murui huitoto i murui witoto és una llengua indígena americana de la família witoto. El murui és parlat per uns 1.100 witotos a la vora del riu Putumayo, Cara-Paraná i Igara-Paraná a Colòmbia. Al Perú és parlat al nord al costat dels rius Ampiyacu i Napo per unes 1.000 persones. Alguns parlants de murui viuen també fora dels seus territoris, per exemple a la rodalia de Leticia (Amazones), Colòmbia.
Un miler de peruans utilitzen el murui tant en la seva forma escrita com oral. L’idioma té estatut oficial i s’utilitza a les escoles. També s'utilitza a l'Església. No hi ha monolingües murui al Perú. Hi ha té 1.900 parlants al sud-oest de Colòmbia, on té una utilitat social i una posició més elevada. Antigament es parlava a Brasil, però ara està extingida en aquest país.
El murui utilitza l'escriptura llatina. Hi ha un diccionari de la llengua Murui (Murui-espanyol i espanyol-Murui) compilat per una lingüista del SIL, Shirley Burtch (1983), i un nombre d'obres sobre la seva gramàtica (Petersen de Piñeros 1994, Petersen de Piñeros i Patiño: 2000, Wojtylak 2012).
La doctora Katarzyna Wojtylak va publicar una gramàtica referencial completa de Murui (2017, tesi doctoral escrita a la James Cook University) publicada per Brill Publishers (2020).

## Fonologia
El murui té un inventari relativament petit de 16 fonemes consonàntics contrastius, alguns dels quals tenen fonotàctica restringida. L'inventari de consonants murui és similar a altres dos dialectes witoto: mɨka i mɨnɨka. L’inventari de vocals de la llengua es basa en un sistema de sis vocals que consisteix, entre altres sons, en la vocal central alta ɨ. Aquest tret és típic de les llengües de l’Amazònia del nord-oest, com ara les llengües tucano i carib (Aikhenvald, 2012).

### Consonants
La representació ortogràfica és a l'esquerra; l'IPA a la dreta.
|            |            | Bilabial | Dental | Alveolar | Postalveolar | Palatal | Velar | Glotal |
| ---------- | ---------- | -------- | ------ | -------- | ------------ | ------- | ----- | ------ |
| Oclusiva   | sorda      | (p /p/)  | t /t/  |          |              |         | k /k/ |        |
| Oclusiva   | sonora     | b /b/    | d /d/  |          |              |         | g /ɡ/ |        |
| Africada   | sorda      |          |        |          | ch /tʃ/      |         |       |        |
| Africada   | sonora     |          |        |          | y /dʒ/       |         |       |        |
| Fricativa  | sorda      | f /ɸ/    | z /θ/  | s /s/*   |              |         |       | j /h/  |
| Fricativa  | sonora     | v /β/    |        |          |              |         |       |        |
| Nasal      | Nasal      | m /m/    | n /n/  |          |              | ñ /ɲ/   |       |        |
| Bategant   | Bategant   |          |        | r /ɾ/    |              |         |       |        |
| Aproximant | Aproximant | u /w/    |        |          |              | i /j/   | ɨ /ɰ/ |        |

*- /s/ només s'utilitza des del castellà.
/p/ és un forma marginal.

### Vocals
|         | Anterior      | Central       | Posterior     |
| ------- | ------------- | ------------- | ------------- |
| Tancada | i /i/ ii /iː/ | ɨ /ɯ/ ɨɨ /ɯː/ | u /u/ uu /uː/ |
| Mitjana | e /ɛ/ ee /ɛː/ |               | o /ɔ/ oo /ɔː/ |
| Oberta  |               | a /a/ aa /aː/ |               |

Les vocals tancades /i, ɯ, u/ en posició inicial de paraula se senten com lliscants /j, ɰ, w/.

## Ortografia
Al llarg dels anys, les anàlisis fonològiques existents de la llengua han arribat a reflectir diferents variacions ortogràfiques amb diversos grafemes utilitzats per descriure els sons witoto. El primer a analitzar i descriure el sistema de so mɨnɨka va ser Minor Eugene (Menor 1956). Aquesta descripció va ser fonamental per al desenvolupament de l'ortografia del llenguatge. Avui dia hi ha una tendència a utilitzar els grafemes introduïts per Petersen de Piñeros (1994). Wojtylak (2017, 2020) utilitza grafies lleugerament modificades.